# Меннерс, Чарльз, 10-й герцог Ратленд
Чарльз Джон Роберт Мэннерс, 10-й герцог Ратленд (англ. Charles John Robert Manners, 10th Duke of Rutland; 28 мая 1919 — 4 января 1999) — британский пэр и землевладелец. С 1925 по 1940 год он был известен как маркиз Грэнби.

## Биография
Родился 28 мая 1919 года. Старший сын Джона Мэннерса, 9-го герцога Ратленда (1886—1940), и его жены Кэтлин Теннант (1894—1989), внучки сэра Чарльза Теннанта, 1-го баронета. Ратленд получил образование в Итоне и Тринити-колледже в Кембридже. Он был младшим братом леди Урсулы д’Або.
Во время Второй мировой войны Чарльз Мэннерс служил в британской армии, став капитаном гвардейского гренадерского полка.
22 апреля 1940 года после смерти своего отца Чарльз Джон Роберт Мэннерс унаследовал титул 10-го герцога Ратленда, а также остальные титулы и родовые поместья.
Будучи пожизненным консерватором, герцог работал в Совете графства Лестершир в качестве члена окружного совета отдела долины Бельвуар с 1945 по 1985 год. Он был председателем Совета графства Лестершир с 1974 по 1977 год.
В 1962 году герцог Ратленд был произведен в командоры ордена Британской империи с отличием «за политические и общественные заслуги в Ист-Мидленде».

## Браки и дети
Герцог Ратленд был дважды женат. 27 апреля 1946 года он женился первым браком на Энн Бэрстоу Камминг-Белл (? — 27 декабря 2002), с которой он развелся в 1956 году. У супругов была одна дочь:
- Леди Шарлотта Луиза Мэннерс (род. 7 января 1947)

15 мая 1958 года во второй раз герцог Ратленд женился на Фрэнсис Хелен Суини (род. 1937), дочери Чарльза Суини, американского любителя гольфа, от своей первой жены, богатой наследницы шотландского происхождения Маргарет Уигэм (1912—1993). В 1951 году Маргарет Уигэм стала герцогиней Аргайл, выйдя замуж за Иэна Дугласа Кэмпбелла, 11-го герцога Аргайла (1903—1973). От второй жены у герцога Ратленда было четверо детей:
- Дэвид Чарльз Роберт Мэннерс, 11-й герцог Ратленд (род. 8 мая 1959), старший сын и наследник
- Лорд Роберт Джордж Мэннерс (18 июня 1961 — 28 февраля 1964), умер в возрасте 2 лет
- Лорд Эдвард (Джон Фрэнсис) Мэннерс (род. 29 мая 1965), был дважды женат, двое детей от второго брака
- Леди (Хелен) Тереза (Маргарет) Мэннерс (род. 11 ноября 1962), которая в юности была солисткой недолговечной британской рок-группы 1980-х годов «The Business Connection», основанной Генри Сомерсетом, маркизом Вустерским (впоследствии 12-м герцогом Бофортом). В 1997 году она вышла замуж за доктора Джона Чипмана (род. 1957), директора Международного института стратегических исследований.

## Титулатура
- 10-й герцог Ратленд (с 22 апреля 1940)
- 10-й маркиз Грэнби, Ноттингемшир (с 22 апреля 1940)
- 18-й граф Ратленд (с 22 апреля 1940)
- 4-й барон Рос из Бельвуара, Лестершир (с 22 апреля 1940)
- 10-й лорд Меннерс из Хэддона (с 22 апреля 1940).